# Чан Юнсян
Чан Юнся́н (кит. упр. 常永祥, пиньинь Cháng Yǒngxiáng, родился 16 сентября, 1983 года) — китайский греко-римский борец, чемпион Азии, призёр Олимпийских игр.

## Биография
Родился в 1983 году в Ханьдане (провинция Хэбэй). В 10-летнем возрасте переехал в Синьчжоу (провинция Шаньси), где начал заниматься борьбой. В 14-летнем возрасте был взят в спортшколу, и стал заниматься борьбой профессионально.
В 2007 году стал бронзовым призёром чемпионата Азии. В 2008 году стал чемпионом Азии и серебряным призёром Олимпийских игр в Пекине. В 2011 году принял участие в чемпионате мира, но занял лишь 16-е место.